# Feria Internacional del Libro de Buenos Aires
La Feria Internacional del Libro de Buenos Aires es una feria del libro mixta, abierta para el público en general. Es una de las ferias del libro más importantes en el mundo de habla española, estando entre las cinco ferias más importantes del mundo, junto con las de Frankfurt, Guadalajara, París y la BookExpo America, en Estados Unidos.
Creada en 1975, la feria es organizada por la Fundación El Libro, una entidad civil sin fines de lucro creada por la Sociedad Argentina de Escritores (SADE), organizadora también de la Feria del Libro Infantil y Juvenil, surgiendo bajo la premisa de reunir, en un mismo ámbito, a lectores y autores, y actuando como un lugar de encuentro entre autores, editores, libreros, distribuidores, educadores, bibliotecarios, científicos y visitantes, con venta de libros, actividades culturales, firma de ejemplares y las charlas de los autores con el público. 
Se realiza anualmente a partir del cuarto jueves de abril y por un lapso de tres semanas, en el Predio Ferial de Buenos Aires, La Rural, en Argentina, con stands distribuidos en diez salas, nombrados como escritores argentinos, y seis pabellones, para editoriales nacionales e internacionales, países, comunidades y provincias argentinas, e instituciones y organizaciones nacionales e internacionales. Las últimas exposiciones ocuparon un predio de más de 45 500 m² y participaron cerca de 1500 expositores de alrededor de 50 países. Además, se caracteriza por una concurrencia masiva de público, que supera los 1 250 000 visitantes.  
La feria está precedida por las Jornadas de Profesionales del Libro, las Jornadas Internacionales de Educación y la Reunión Nacional de Bibliotecarios, reuniones y conferencias de editores, traductores, vendedores de libros y otras personas del sector editorial. Y desde 1995 otorga el Premio Isay Klasse al Libro de Educación.

## Historia

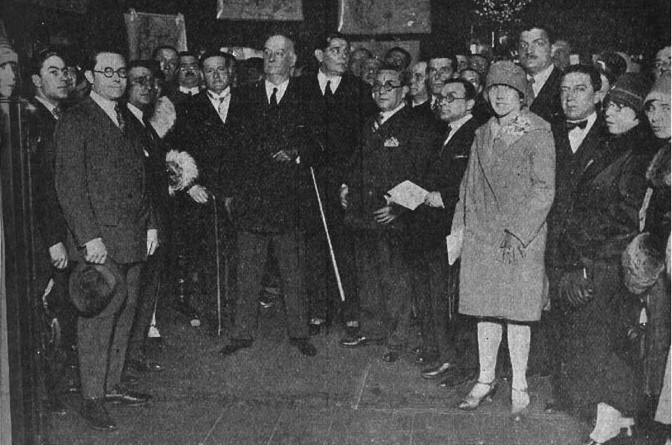
La primera Feria del Libro en Argentina tuvo lugar en Buenos Aires, en septiembre del año 1928, en la foto se encuentra el presidente Marcelo T. de Alvear con sus ministros Roberto Ortiz y José Tamborini, recorriendo en el día de la inauguración.

Señalador promocional de la feria de 1980.

En 1971, la Sociedad Argentina de Escritores (SADE) comenzó un plan que tenía como premisa la difusión del libro. Es así que organizaron, entre 1971 y 1974, 35 ferias de libros itinerantes en la calle Florida y en diversos barrios de Buenos Aires y en algunas ciudades del interior como Neuquén y La Plata. Todas estas ferias callejeras eran algo más que lugares de ventas de libros. Se levantaban tablados donde se leían poemas, se hacía ballet, música, representaciones teatrales, etc. Al mismo tiempo en las bibliotecas públicas municipales se dictaban conferencias como extensión de estas exposiciones. 
En 1974, la SADE convocó a las Cámaras editoras (Argentores, la Cámara Argentina del Libro, la Cámara Argentina de Publicaciones, la Cámara Argentina de Editores de Libros, la Federación Argentina de la Industria Gráfica y Afines, la Federación Argentina de Librerías, Papelerías y Afines y el Sector de libros y revistas de la Cámara Española de Comercio) para organizar una feria “internada”, en donde el público iba en busca del libro. La primera muestra fue una Exposición Feria Internacional donde se exhibía todo aquello relacionado con el libro: las papeleras mostraban como se hacía un libro, se exhibía objetos y curiosidades de escritores como Leopoldo Lugones, Roberto Arlt o Enrique Larreta, además de firma de ejemplares y las charlas de los autores con el público. La organización fue durante varios años la de una sociedad de hecho, hasta que en 1985 se convirtió en la Fundación El Libro, entidad civil sin fines de lucro constituida por las entidades mencionadas anteriormente.
La Exposición Feria Internacional de Buenos Aires - Desde el Autor al Lector se realizó por primera vez entre el 1 y el 17 de marzo de 1975 en el Centro de Exposiciones de la Ciudad de Buenos Aires. En esa muestra participaron 116 expositores de 7 países, que se instalaron en un predio de 7.500 m², y concurrieron 140 000 visitantes. Una de las improntas características de la Feria es la nutrida oferta de actividades culturales realizadas por figuras de la literatura, que en esta primera edición alcanzaron las 50. Entre los más de cien stands se hicieron presentes Argentores, el Ministerio de Cultura y Educación de la Nación, la UNESCO, el Centro Gallego de Buenos Aires o la Societá Italiana degli Autori; embajadas como Brasil, México o Estados Unidos y empresas editoriales como Sigmar, de la Flor, Larousse, Siglo XXI, Corregidor, Espasa-Calpe, Planeta, Angel Estrada, Plus Ultra, Sopena, Cartago y el Centro Editor de América Latina. Estuvo abierta al público de lunes a jueves entre las 17 y las 24; los viernes y sábados entre las 17 y la 1 y los domingos entre las 11 y las 23, mediante el costo de la entrada podía accederse a todos los espectáculos programados así como a la compra de libros con descuentos especiales. La muestra fue inaugurada por los encargados de la organización y asistieron al acto los ministros de Justicia Antonio J. Benítez y de Cultura y Educación, Oscar Ivanissevich. El rector de la Universidad Católica Argentina, monseñor Octavio Derisi bendijo las instalaciones en representación del cardenal Antonio Caggiano y el discurso de apertura estuvo a cargo de María de Villarino, presidenta de la Sociedad Argentina de Escritores.
En 2020 la Feria del Libro fue suspendida presencialmente  por primera vez en su historia, a raíz del Aislamiento Social Preventivo y Obligatorio establecido por el gobierno argentino por la pandemia del COVID-19, y se realizó en modo web
En sus más de cuatro décadas ha congregado a los más prestigiosos autores, escritores y pensadores. Fueron habitués escritores argentinos como Jorge Luis Borges, Adolfo Bioy Casares, Silvina Bullrich, María Esther de Miguel, Marco Denevi, Ernesto Sabato, Tomás Eloy Martínez, Roberto Fontanarrosa, Beatriz Guido, Manuel Mujica Láinez y Olga Orozco, Quino, Abelardo Castillo, Vlady Kociancich, Andrés Rivera, María Esther Vázquez, Liliana Heker, Santiago Kovadloff y Sylvia Iparraguirre entre otros; y autores internacionales como José Saramago, Paul Auster, J. M. Coetzee, Mario Vargas Llosa, José Mauro de Vasconcelos, Italo Calvino, Jorge Amado, Susan Sontag, Ray Bradbury, Elena Poniatowska, Doris Lessing, Julián Marías, Edgar Morin, Hanif Kureishi, Eduardo Galeano, José Donoso, Camilo José Cela, Tom Wolfe, José Mauro de Vasconcelos, Wilbur Smith, Marc Augé, Cees Nooteboom, Carlos Fuentes y Henning Mankell.

## Ediciones
| Edición                                                                          | Fecha                                | Lema central                                                 | Ciudad Invitada                | Discurso Inaugural                        |
| -------------------------------------------------------------------------------- | ------------------------------------ | ------------------------------------------------------------ | ------------------------------ | ----------------------------------------- |
| Exposición Feria Internacional de Buenos Aires \| El Libro - del Autor al Lector |                                      |                                                              |                                |                                           |
| I                                                                                | 1 al 17 de marzo de 1975             | A la primera imprenta                                        | —                              | María de Villarino                        |
| II                                                                               | 27 de marzo al 12 de abril de 1976   | Al Martín Fierro                                             | —                              |                                           |
| III                                                                              | 26 de febrero al 14 de marzo de 1977 | A la Biblioteca Nacional                                     | —                              |                                           |
| IV                                                                               | 3 al 20 de marzo de 1978             | Al milenio de nuestra lengua escrita                         | —                              |                                           |
| V                                                                                | 9 al 26 de marzo de 1979             | A la Universidad                                             | —                              |                                           |
| VI                                                                               | 11 al 28 de abril de 1980            | Al encuentro de dos mundos: la gesta española en América     | —                              |                                           |
| VII                                                                              | 25 de marzo al 12 de abril de 1981   | Los libros que identifican a los pueblos e iluminan al mundo | —                              |                                           |
| VIII                                                                             | 2 al 19 de abril de 1982             | El cuento en la literatura universal                         | —                              |                                           |
| IX                                                                               | 8 al 25 de abril de 1983             | La palabra escrita, causa permanente del progreso            | —                              |                                           |
| X                                                                                | 6 al 23 de abril de 1984             | La Poesía                                                    | —                              |                                           |
| XI                                                                               | 29 de marzo al 15 de abril de 1985   | Al escritor y la libertad de expresión                       | —                              |                                           |
| XII                                                                              | 4 al 21 de abril de 1986             | El libro en la ciencia y en la técnica                       | —                              |                                           |
| XIII                                                                             | 27 de marzo al 13 de abril de 1987   | El universo de Jorge Luis Borges                             | —                              |                                           |
| XIV                                                                              | 8 al 25 de abril de 1988             | La Novela                                                    | —                              |                                           |
| XV                                                                               | 7 al 24 de abril de 1989             | El Teatro                                                    | —                              |                                           |
| XVI                                                                              | 6 al 23 de abril de 1990             | El Ensayo                                                    | —                              |                                           |
| XVII                                                                             | 5 al 22 de abril de 1991             | La educación y los libros                                    | —                              |                                           |
| XVIII                                                                            | 10 al 27 de abril de 1992            | El libro en los medios de comunicación                       | —                              |                                           |
| XIX                                                                              | 11 al 28 de abril de 1993            | El libro y el mundo del futuro                               | —                              |                                           |
| XX                                                                               | 22 de marzo al 11 de abril de 1994   | Una historia con futuro                                      | —                              |                                           |
| XXI                                                                              | 4 al 24 de abril de 1995             | El libro y el diálogo de las culturas                        | —                              |                                           |
| XXII                                                                             | 16 de abril al 6 de mayo de 1996     | El libro y la nueva visión del hombre                        | —                              |                                           |
| XXIII                                                                            | 15 de abril al 5 de mayo de 1997     | El libro en la vida cotidiana                                | —                              |                                           |
| XXIV                                                                             | 17 de abril al 4 de mayo de 1998     | El libro y los valores de la humanidad                       | —                              |                                           |
| XXV                                                                              | 12 de abril al 3 de mayo de 1999     | 25 años con la gente y por la cultura                        | —                              |                                           |
| XXVI                                                                             | 17 de abril al 8 de mayo de 2000     | Los libros y el tiempo                                       | —                              |                                           |
| XXVII                                                                            | 16 de abril al 7 de mayo de 2001     | El placer de la lectura                                      | —                              | Juan José Saer                            |
| XXVIII                                                                           | 15 de abril al 6 de mayo de 2002     | Una ciudad de libros                                         | —                              | Roberto Fontanarrosa y Joan Manuel Serrat |
| XXIX                                                                             | 14 de abril al 5 de mayo de 2003     | Los argentinos y los libros                                  | —                              | Héctor Tizón                              |
| XXX                                                                              | 16 de abril al 9 de mayo de 2004     | 30 Ferias a libro abierto                                    | —                              | Abelardo Castillo                         |
| XXXI                                                                             | 21 de abril al 9 de mayo de 2005     | Un escenario para los libros                                 | —                              | Griselda Gambaro                          |
| XXXII                                                                            | 20 de abril al 8 de mayo de 2006     | Los libros hacen historia                                    | —                              | Tomás Eloy Martínez                       |
| Feria Internacional del Libro de Buenos Aires                                    |                                      |                                                              |                                |                                           |
| XXXIII                                                                           | 16 de abril al 7 de mayo de 2007     | Libros sin fronteras                                         | —                              | Norma Aleandro                            |
| XXXIV                                                                            | 24 de abril al 12 de mayo de 2008    | El espacio del lector                                        | —                              | Ricardo Piglia                            |
| XXXV                                                                             | 23 de abril al 11 de mayo de 2009    | Pensar con libros                                            | —                              | Angélica Gorodischer                      |
| XXXVI                                                                            | 22 de abril al 10 de mayo de 2010    | Festejar con libros 200 años de historias                    | —                              | Teresa Parodi y Víctor Heredia            |
| XXXVII                                                                           | 20 de abril al 9 de mayo de 2011     | Una ciudad abierta al mundo de los libros                    | —                              | Germán García (Homenaje a David Viñas)    |
| XXXVIII                                                                          | 19 de abril al 7 de mayo de 2012     | Un futuro con libros                                         | —                              | Luis Gusmán                               |
| XXXIX                                                                            | 25 de abril al 13 de mayo de 2013    | Libros como puentes: Ámsterdam, ciudad invitada              | Ámsterdam, Países Bajos        | Vicente Battista                          |
| XL                                                                               | 24 de abril al 12 de mayo de 2014    | Capítulo 40: San Pablo, ciudad invitada                      | São Paulo, Brasil              | Quino                                     |
| XLI                                                                              | 23 de abril al 11 de mayo de 2015    | Ciudad de México, ciudad invitada                            | Ciudad de México, México       | Tito Cossa                                |
| XLII                                                                             | 21 de abril al 9 de mayo de 2016     | Santiago de Compostela, ciudad invitada                      | Santiago de Compostela, España | Alberto Manguel                           |
| XLIII                                                                            | 27 de abril al 15 de mayo de 2017    | Los Ángeles, ciudad invitada                                 | Los Ángeles, Estados Unidos    | Luisa Valenzuela                          |
| XLIV                                                                             | 26 de abril al 14 de mayo de 2018    | Montevideo, ciudad invitada                                  | Montevideo, Uruguay            | Claudia Piñeiro                           |
| XLV                                                                              | 25 de abril al 13 de mayo de 2019    | Barcelona, ciudad invitada                                   | Barcelona, España              | Rita Segato                               |
| Las ediciones de 2020 y 2021 fueron suspendidas debido a la pandemia de covid-19 |                                      |                                                              |                                |                                           |
| XLVI                                                                             | 28 de abril al 16 de mayo de 2022    | La Habana, ciudad invitada                                   | La Habana, Cuba                | Guillermo Saccomanno                      |
| XLVII                                                                            | 25 de abril al 15 de mayo de 2023    | 40 años vertiginosos: Santiago, ciudad literaria             | Santiago de Chile, Chile       | Martín Kohan                              |
| XLVIII                                                                           | 25 de abril al 13 de mayo de 2024    | Lisboa, ciudad invitada                                      | Lisboa, Portugal               | Liliana Heker                             |
| XLIX                                                                             | 24 de abril al 12 de mayo de 2025    | 50 Veces Feria                                               | Riyadh, Arabia Saudita         | Juan Sasturain                            |

## Galería

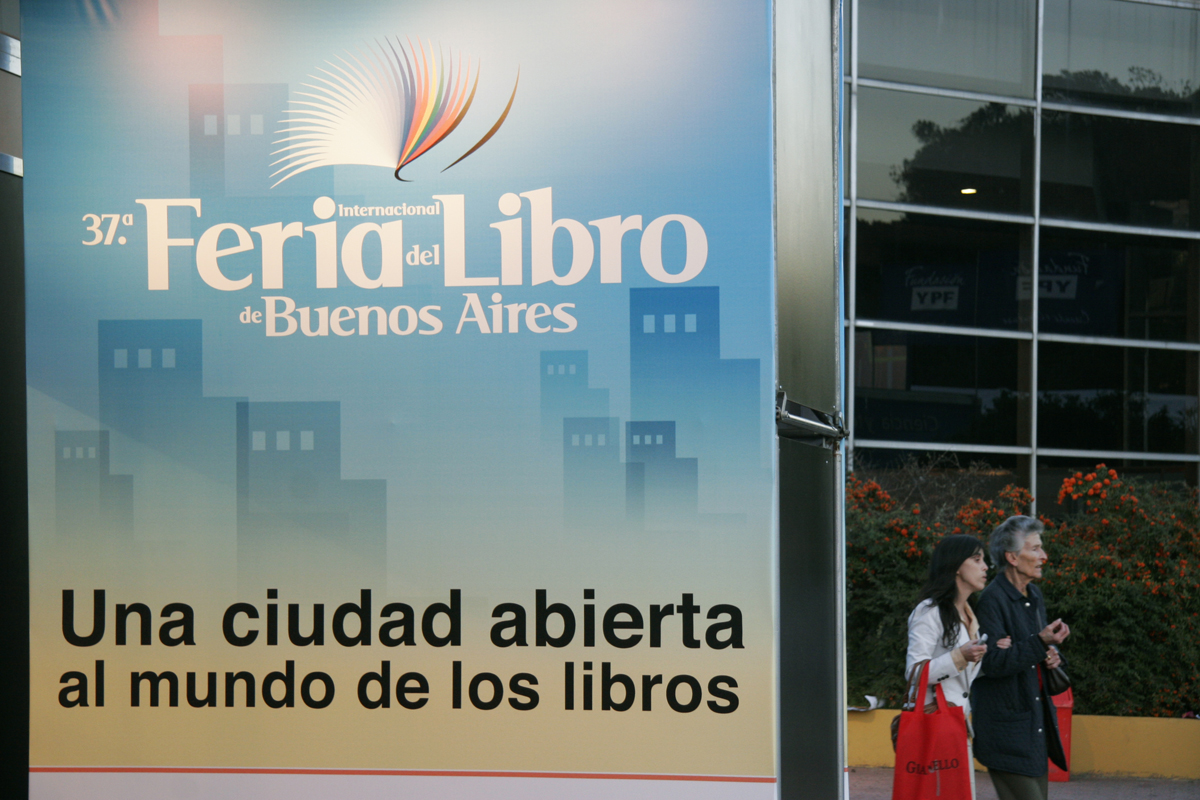
Entrada a la Feria Internacional del Libro de Buenos Aires en 2011. Ese mismo año, Buenos Aires se convirtió en la Capital Mundial del Libro 2011 por la UNESCO.
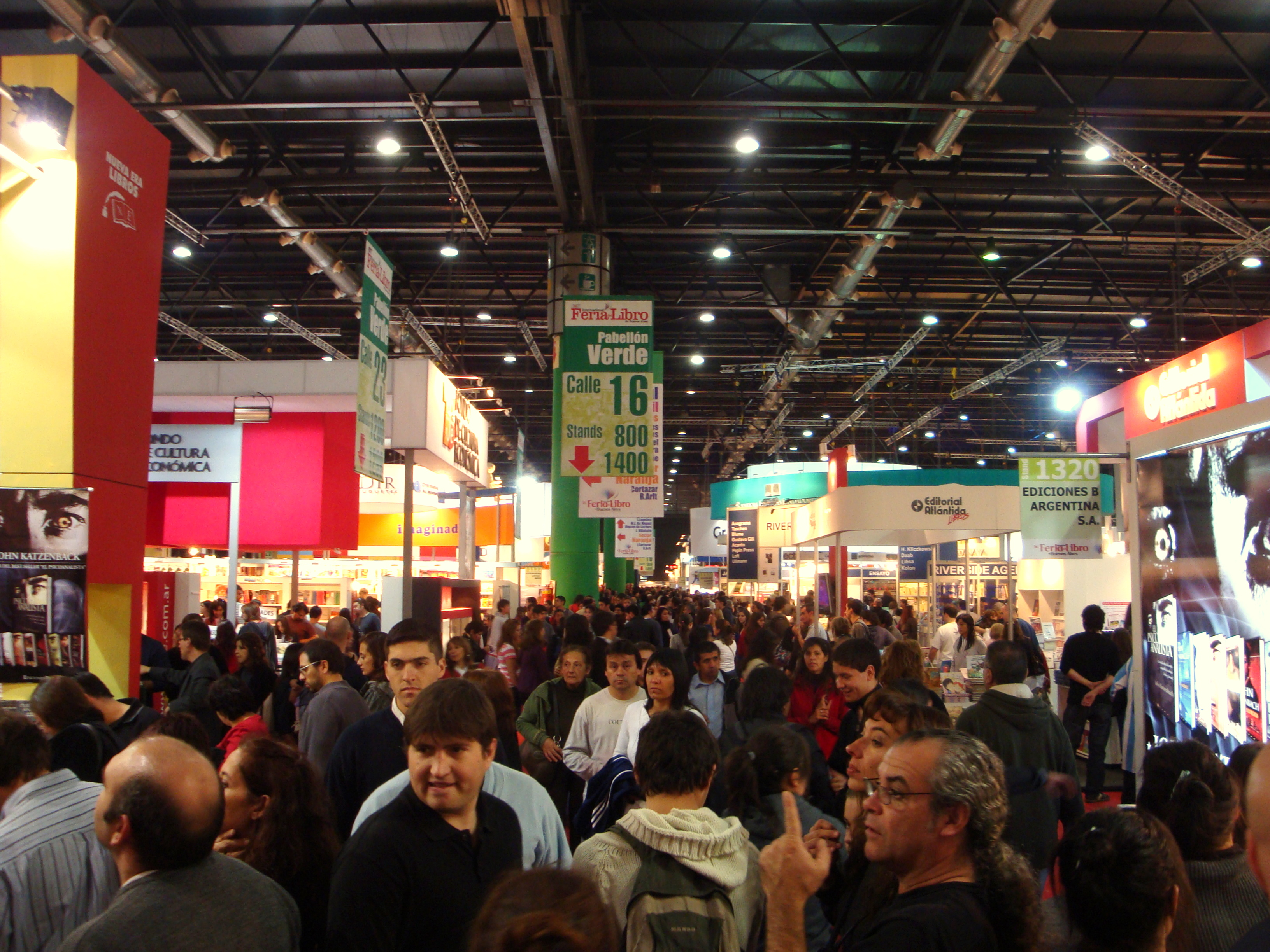
Interior de la Feria, en su 36º edición, del año 2010.
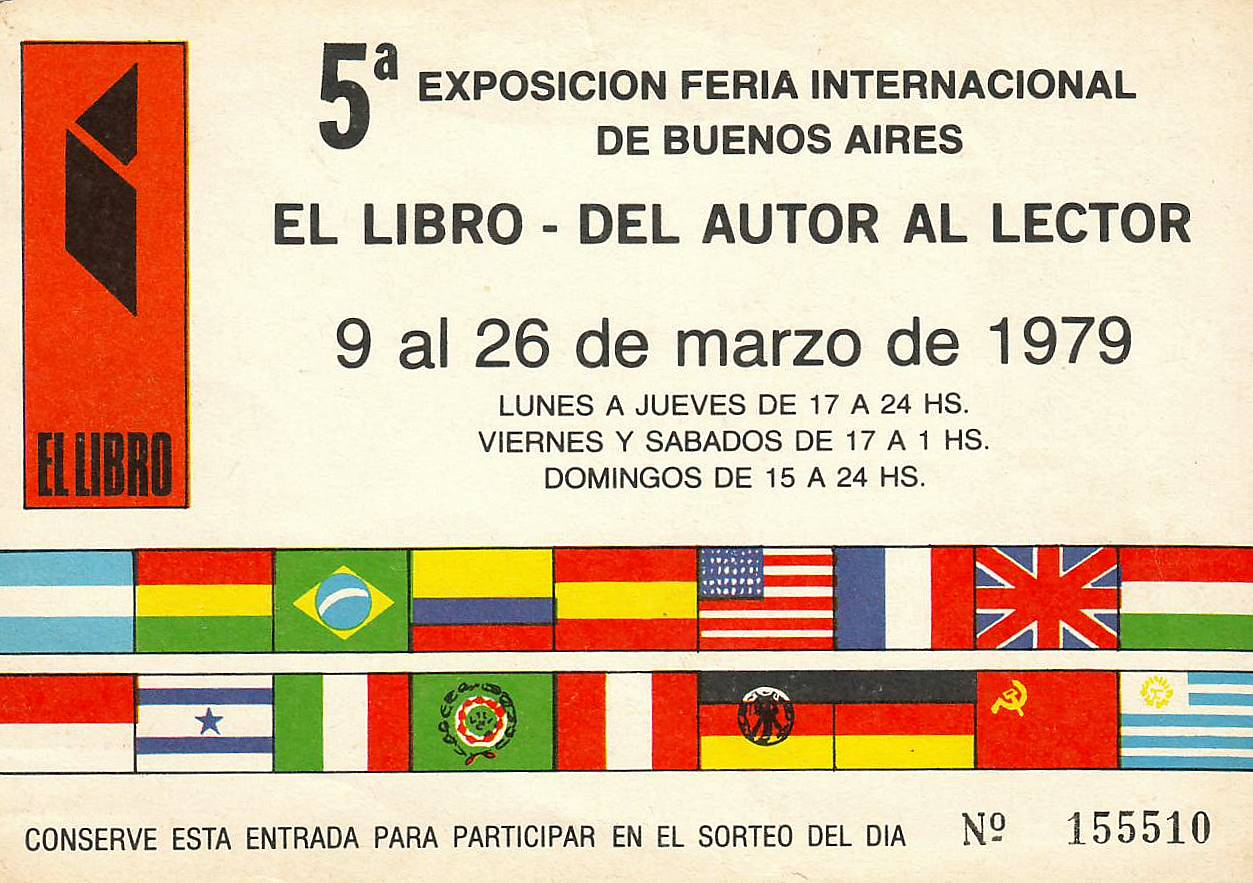
Entrada a la Feria de 1979.
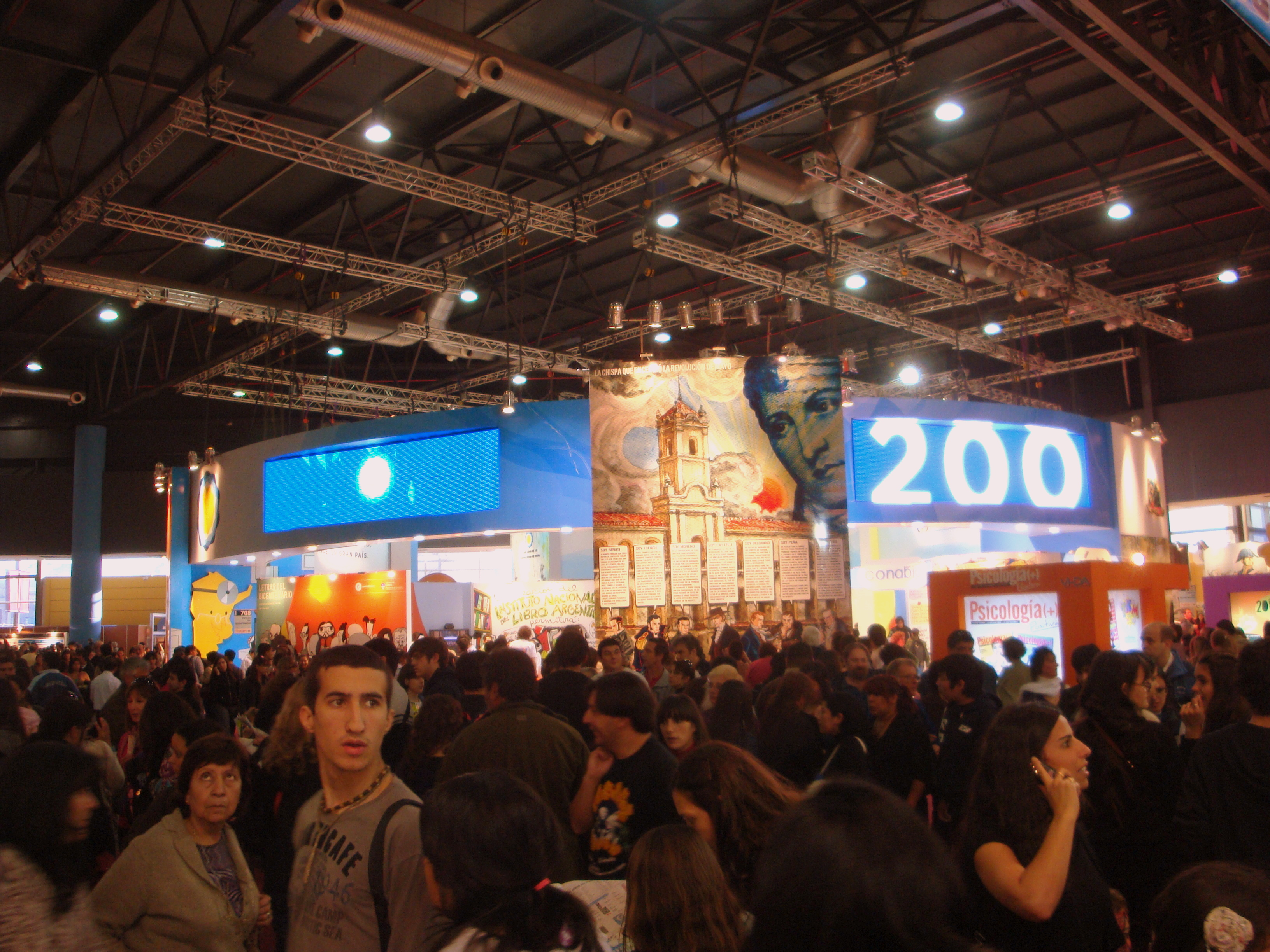
Stand dedicado al Bicentenario de Argentina, durante la edición 2010.
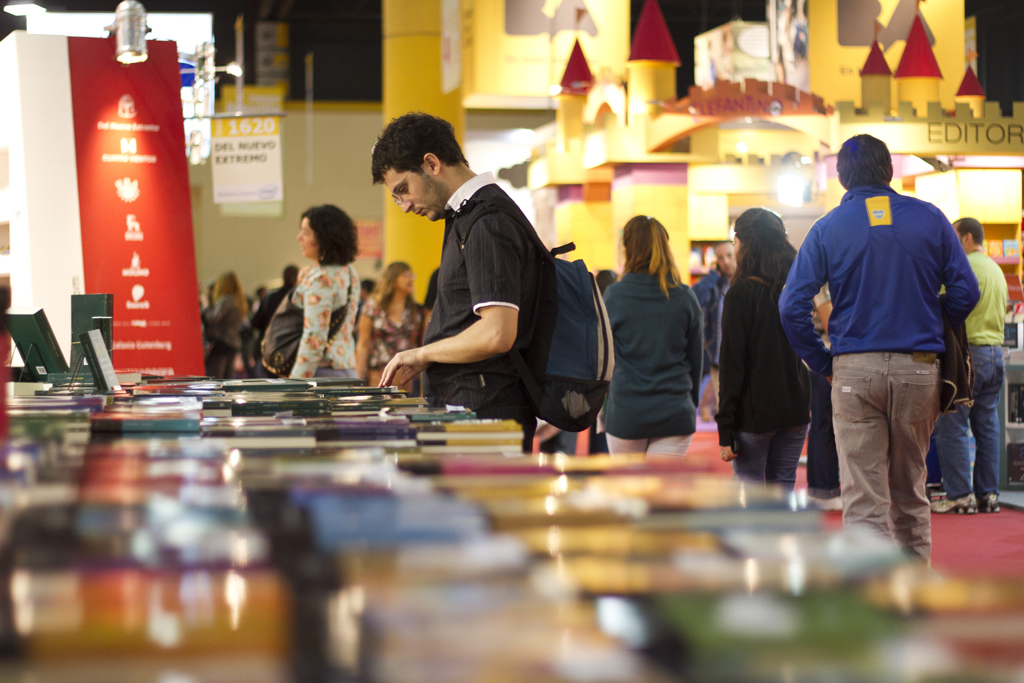
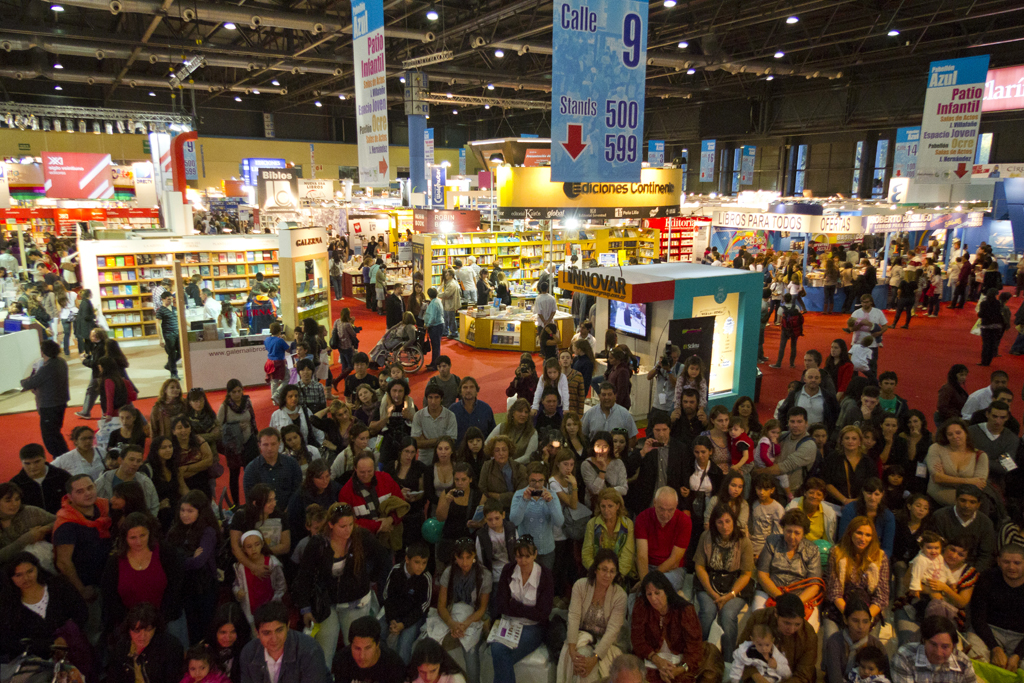
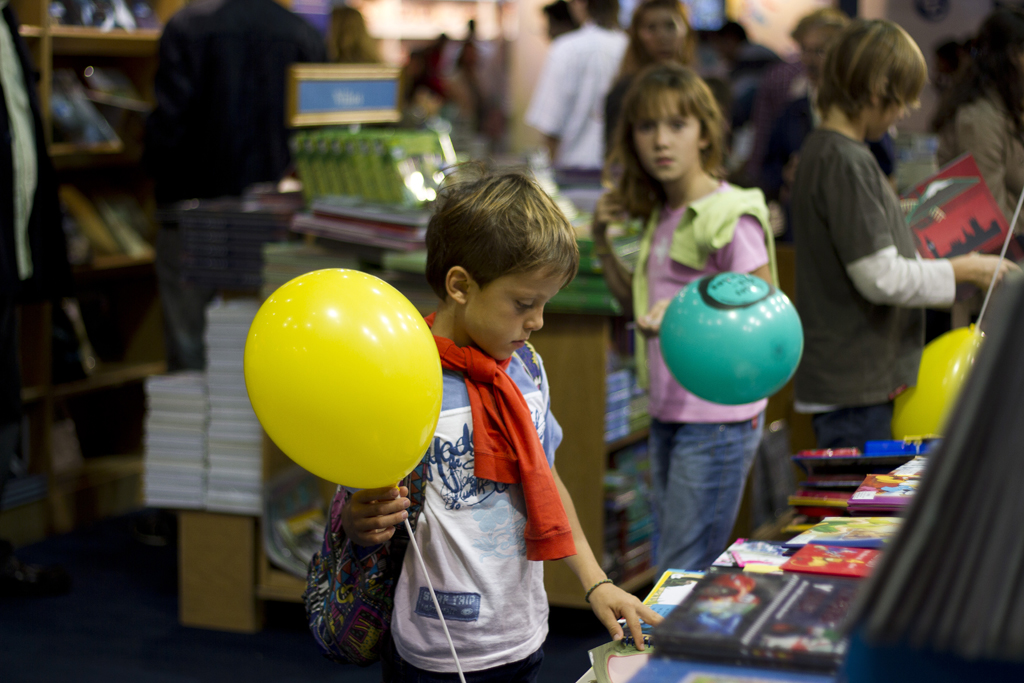
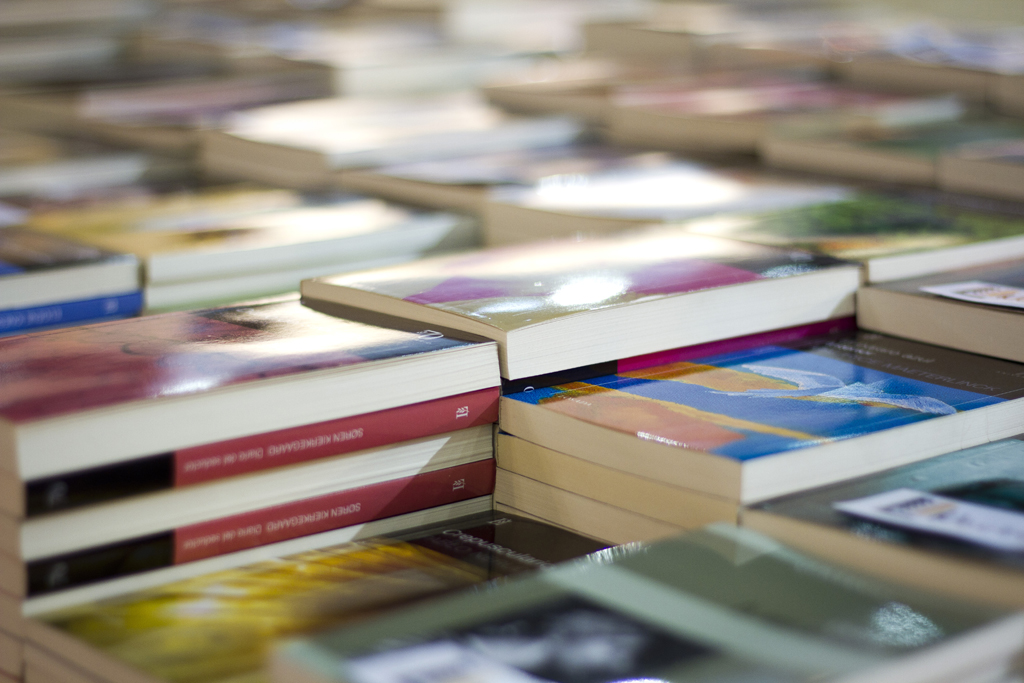
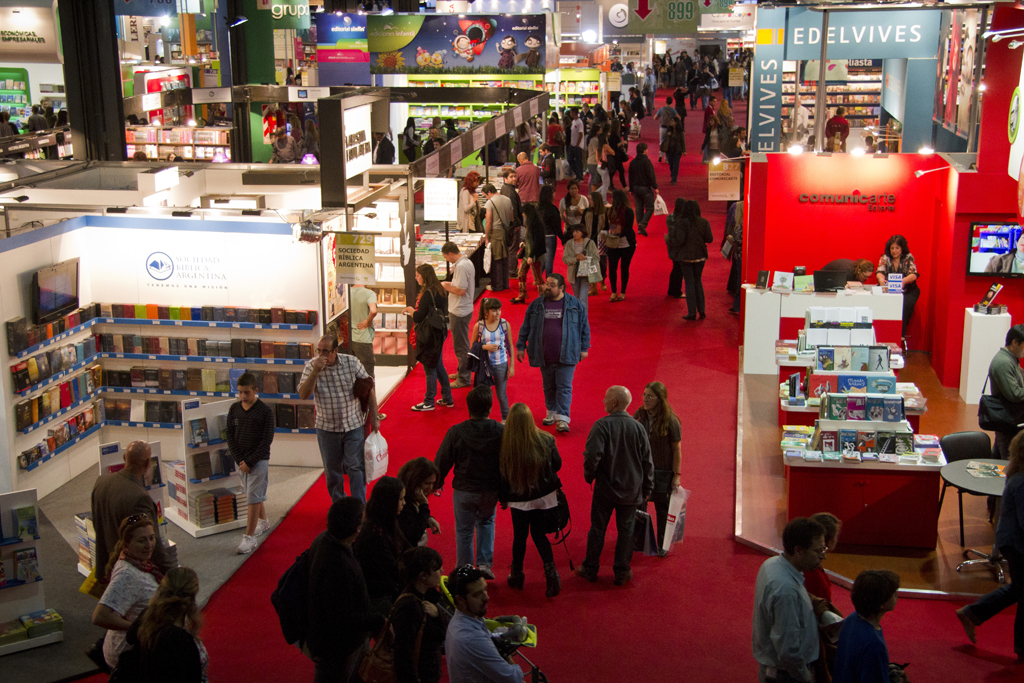
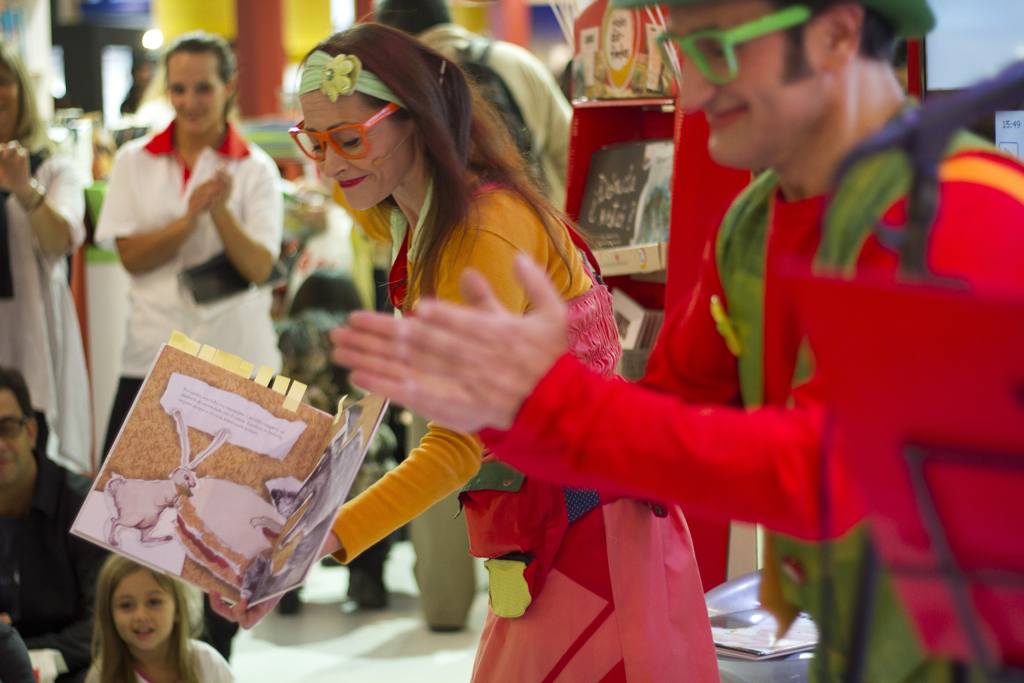